# Ľudmila Pajdušáková
Ľudmila Pajdušáková (Radošovce, 29 juin 1916 – Vysoké Tatry, 6 octobre 1979) est une astronome slovaque.

## Biographie
Elle est spécialisée dans l'astronomie solaire, mais découvre également un certain nombre de comètes, parmi lesquelles la comète périodique 45P/Honda-Mrkos-Pajdušáková et les comètes non périodiques C/1946 K1 (Pajdušáková-Rotbart-Weber), C/1948 E1 (Pajdušáková-Mrkos), C/1951 C1 (Pajdušáková) et C/1953 X1 (Pajdušáková).
Elle officie à l'observatoire Skalnaté pleso dont elle devient le troisième directeur de 1958 à 1979.
L'astéroïde (3636) Pajdušáková est nommé d'après elle.
Elle est mariée pendant 12 ans (du 9 avril 1949 jusqu'en 1961) avec son collègue et co-découvreur de comètes Antonín Mrkos. Le couple a un fils, Ivan, né en 1953. Un second mariage, contracté le 26 octobre 1963 avec Tibor Hrcek, dure jusqu'à sa mort.